# 冬の運動会
『冬の運動会』（ふゆのうんどうかい）は、1977年1月27日から1977年3月31日までTBSの「木下恵介・人間の歌シリーズ」で放送されたテレビドラマ。全10回。脚本は向田邦子。2005年1月4日に日本テレビの3時間ドラマでリメイクされた。現在は新潮文庫で刊行されている。
なおTBSドラマ版は、「木下恵介・人間の歌シリーズ」の最終作である。また制作を担当した木下恵介プロダクション（後のドリマックス・テレビジョン、現在はTBSスパークル）の制作枠は火曜20:00に移動し、『悪妻行進曲』を開始する。
2001年11月2日から2001年11月27日まで新橋演舞場にて舞台化もされている。向田邦子の原作・文藝春秋刊版をは脚本中島丈博、演出を久世光彦が手がけた。

## TBSドラマ版

### キャスト
- 北沢遼介：木村功
- 北沢あや子：加藤治子
- 北沢菊男：根津甚八
- 船久保公一：神有介（第1話 - 第8話・第10話）
- 北沢直子：秋本圭子
- 船久保初江：市原悦子
- 津田光子：赤木春恵
- 江口加代：藤田弓子
- 徳丸優司：宮川明（第1話・第2話・第4話・第5話）
- 宇野いち子：徳永葉子
- 江口修司：大和田進（第3話・第4話・第6話・第7話・第9話・最終話）
- 佐久間エミ子：長窪真佐子（第1話・第2話・第4話・第5話・第8話・第9話）
- 北沢健吉：志村喬
- 津田宅次：大滝秀治
- 竹森日出子：いしだあゆみ

#### ゲスト
第1話
- 部長：加藤春哉
- 刑事：岩城和男
- 竹井保造：田崎潤（最終話）

第2話
- 矢島俊子：冨田恵子
- 今村：江幡高志
- 管理人：永井玄哉
- 酔っ払いの男：小池幸次
- 青木：小池栄
- 警官：大鹿伸一

第3話
- 高見：北見治一
- 木島：山本武
- 田所：福地悟朗

第4話
- 樋口：大宮悌二

第5話
- 柿崎尚子：風吹ジュン（第6話）
- スナックの若い男：鮎川賢
- スナックの若い女：石原初音

第6話
- ディスコの客：川畔美之、坂上とき子、黒川光子、仲村広子、原田博子

第7話
- 田所研次：川島有
- 主婦：坂井寿美江
- 旅館の従業員：東美江

第8話
- 美容院のマダム：真咲美岐
- 主婦：大原穣子（第9話・最終話）

第9話
- 化粧品屋：明石直子
- 僧侶：肉倉正男（最終話）
- 葬儀屋：井上和行
- 魚松：佐藤晴通
- 花屋：津崎三千雄
- 雑貨屋：横田泰代
- 修司の女：池田洋子

最終話
- 碁会所の住人：近松敏夫
- 医師：稲川善一

### スタッフ
- 脚本：向田邦子
- 音楽：木下忠司
- プロデューサー：飯島敏宏
- 技術：島﨑孝雄
- カメラ：河内和美
- 照明：倉本輝彦
- 音声：中島実
- カラー調整：林泰雄
- VTR：原田安朗
- 音響効果：下城義行
- 美術：石田道昭
- 美術制作：丸山俊史
- 化粧：ユミ・ビュアクス
- 大道具：大和創美株式会社
- 小道具：関西美工
- 衣裳：東京衣裳
- 持道具：京阪商会
- 制作担当：大橋克
- 演出補：森田光則
- 制作協力：東通
- 演出：服部晴治（第1話 - 第4話・第6話・第9話・最終話）、阿部祐三（第5話・第7話・第8話）
- 制作：TBS、木下恵介プロダクション

### 放送作品
| 話数   | 放送日        | 脚本     | 演出     |
| ------ | ------------- | -------- | -------- |
| 第1話  | 1977年1月27日 | 向田邦子 | 服部晴治 |
| 第2話  | 1977年2月3日  | 向田邦子 | 服部晴治 |
| 第3話  | 1977年2月10日 | 向田邦子 | 服部晴治 |
| 第4話  | 1977年2月17日 | 向田邦子 | 服部晴治 |
| 第5話  | 1977年2月24日 | 向田邦子 | 阿部祐三 |
| 第6話  | 1977年3月3日  | 向田邦子 | 服部晴治 |
| 第7話  | 1977年3月10日 | 向田邦子 | 阿部祐三 |
| 第8話  | 1977年3月17日 | 向田邦子 | 阿部祐三 |
| 第9話  | 1977年3月24日 | 向田邦子 | 服部晴治 |
| 最終話 | 1977年3月31日 | 向田邦子 | 服部晴治 |

| TBS系列 木曜22時枠                 | TBS系列 木曜22時枠   | TBS系列 木曜22時枠          |
| 前番組                             | 番組名               | 次番組                      |
| ---------------------------------- | -------------------- | --------------------------- |
| お菓子放浪記                       | 冬の運動会 （TBS版） | 新選組始末記 （平幹二朗版） |
| TBS系列 木下恵介・人間の歌シリーズ |                      |                             |
| お菓子放浪記                       | 冬の運動会 （TBS版） | （終了）                    |

## 日本テレビドラマ版
主演はV6の岡田准一、放送時間は21:00 - 23:54（JST）、視聴率は10.4%。

### キャスト
- 北沢菊男：岡田准一
- 竹森日出子：長谷川京子
- 北沢健吉：植木等（特別出演）
- 北沢あや子：樋口可南子
- 北沢遼介：國村隼
- 江口加代：寺島しのぶ
- 津田宅次：井川比佐志
- 津田光子：柴田理恵
- 船久保初江：キムラ緑子
- 船久保公一：佐藤隆太
- 竹井保造：竜雷太
- 原口文明：田山涼成
- 矢島俊子：秋山菜津子
- 辻萬長
- 加藤満
- まいど豊
- 中根徹 ほか

### スタッフ
- 原作：向田邦子
- 脚本：田渕久美子
- 音楽：岩代太郎
- 主題歌：槇原敬之『ANSWER』
- 演出：水田伸生
- プロデューサー：森康之、長澤佳也

## 舞台版

### キャスト
- 北沢健吉：高橋幸治
- 北沢あや子：藤村志保
- 北沢遼介：蟹江敬三
- 北沢菊男：岡本健一
- 北沢直子：林美穂
- 竹森日出子：奥貫薫
- 江口加代：三木さつき
- 津田宅次：筒井康隆
- 津田光子：松浦佐知子
- 船久保初枝：長山藍子
- 船久保公一：佐野瑞樹 ほか

### スタッフ
- 原作：向田邦子
- 脚本：中島丈博
- 音楽：小林亜星
- 制作：橋本幸喜・高橋夏樹